# Seznam mejnih prehodov Slovenije
Seznam mejnih prehodov Slovenije je urejen po meji in vrstah mejnih prehodov.

## Mejni prehodi za mednarodni zračni promet
- Ljubljana-Brnik, na letališču Jožeta Pučnika Ljubljana
- Maribor-Slivnica, na letališču Edvarda Rusjana Maribor
- Portorož (Portorose) - Sečovlje (Sicciole), na letališču Portorož

## Mejni prehodi za mednarodni morski promet
- Koper (Capodistria) – luka, pomol, potniški terminal
- Piran (Pirano)

### Nekdanji
- Izola (zaprt 2011)[1]

## Mejni prehodi na kopenski meji
Pred vstopom v schengensko območje je imela Slovenija na mejah s Hrvaško, Italijo, Avstrijo in Madžarsko 146 mejnih prehodov. Z vstopom v schengensko območje 21. decembra 2007 so bili mejni prehodi na italijanski, avstrijski in madžarski meji ukinjeni, meja s Hrvaško pa je postala zunanja schengenska meja, s čimer se je nadzor na njej posodobil in postrožil. Z vstopom Hrvaške v schengensko območje 1. januarja 2023 je bilo ukinjenih preostalih 57 kopenskih mejnih prehodov v Sloveniji.
Mejni prehodi so se delili v naslednje kategorije:
- mejni prehodi za mednarodni promet,
- mejni prehodi za meddržavni promet (pozneje prekvalificirani v mednarodne mejne prehode),
- mejni prehodi za obmejni promet,
- planinska in turistična prehodna mesta in prehodna mesta po posebnih meddržavnih sporazumih.

### Hrvaška (do 31. decembra 2022)

#### Mejni prehodi za mednarodni promet
| Slika | Ime                            | Hrvaško ime           | Koordinate                                    | Opombe |
| ----- | ------------------------------ | --------------------- | --------------------------------------------- | ------ |
|       | Sečovlje – kontrolna točka     | Plovanija             | 45°27′56″N 13°37′18″E / 45.46556°N 13.62167°E |        |
|       | Dragonja                       | Kaštel                | 45°27′17″N 13°39′24″E / 45.45472°N 13.65667°E |        |
|       | Sočerga                        | Požane                | 45°27′27″N 13°54′30″E / 45.45750°N 13.90833°E |        |
|       | Rakitovec (železniški)         | Buzet                 | 45°27′57″N 13°57′19″E / 45.46583°N 13.95528°E |        |
|       | Podgorje                       | Jelovice              | 45°30′36″N 13°57′58″E / 45.51000°N 13.96611°E | [ a ]  |
|       | Starod                         | Pasjak                | 45°29′31″N 14°12′46″E / 45.49194°N 14.21278°E |        |
|       | Ilirska Bistrica (železniški)  | Šapjane               | 45°34′9″N 14°14′9″E / 45.56917°N 14.23583°E   |        |
|       | Jelšane                        | Rupa                  | 45°29′26″N 14°16′38″E / 45.49056°N 14.27722°E |        |
|       | Babno Polje                    | Prezid                | 45°38′46″N 14°33′35″E / 45.64611°N 14.55972°E |        |
|       | Petrina                        | Brod na Kupi          | 45°27′52″N 14°51′10″E / 45.46444°N 14.85278°E |        |
|       | Vinica                         | Pribanjci             | 45°27′24″N 15°14′54″E / 45.45667°N 15.24833°E |        |
|       | Metlika                        | Jurovski Brod         | 45°38′10″N 15°19′21″E / 45.63611°N 15.32250°E |        |
|       | Metlika (železniški)           | Kamanje               | 45°38′33″N 15°19′22″E / 45.64250°N 15.32278°E |        |
|       | Slovenska vas                  | Bregana-naselje       | 45°50′34″N 15°41′1″E / 45.84278°N 15.68361°E  | [ a ]  |
|       | Obrežje                        | Bregana               | 45°50′46″N 15°41′37″E / 45.84611°N 15.69361°E |        |
|       | Dobova (železniški)            | Savski Marof          | 45°53′55″N 15°39′20″E / 45.89861°N 15.65556°E |        |
|       | Rigonce                        | Harmica               | 45°53′33″N 15°40′56″E / 45.89250°N 15.68222°E | [ a ]  |
|       | Orešje                         | Mihanović Dol         | 46°2′42″N 15°43′46″E / 46.04500°N 15.72944°E  | [ a ]  |
|       | Bistrica ob Sotli              | Razvor                | 46°4′11″N 15°39′39″E / 46.06972°N 15.66083°E  |        |
|       | Imeno (železniški)             | Kumrovec              | 46°7′37″N 15°36′4″E / 46.12694°N 15.60111°E   |        |
|       | Imeno                          | Miljana               | 46°7′44″N 15°36′39″E / 46.12889°N 15.61083°E  | [ a ]  |
|       | Rogatec                        | Hum na Sutli          | 46°13′23″N 15°42′0″E / 46.22306°N 15.70000°E  | [ a ]  |
|       | Rogatec (železniški)           | Đurmanec              | 46°13′28″N 15°41′52″E / 46.22444°N 15.69778°E |        |
|       | Dobovec                        | Lupinjak              | 46°12′34″N 15°45′55″E / 46.20944°N 15.76528°E |        |
|       | Gruškovje                      | Macelj                | 46°16′34″N 15°51′56″E / 46.27611°N 15.86556°E |        |
|       | Zavrč                          | Dubrava Križovljanska | 46°23′14″N 16°3′14″E / 46.38722°N 16.05389°E  |        |
|       | Ormož                          | Otok Virje            | 46°24′12″N 16°9′18″E / 46.40333°N 16.15500°E  | [ a ]  |
|       | Središče ob Dravi              | Trnovec               | 46°23′13″N 16°18′9″E / 46.38694°N 16.30250°E  |        |
|       | Središče ob Dravi (železniški) | Čakovec               | 46°23′21″N 16°16′38″E / 46.38917°N 16.27722°E |        |
|       | Gibina                         | Bukovje               | 46°31′14″N 16°18′34″E / 46.52056°N 16.30944°E | [ a ]  |
|       | Petišovci                      | Mursko Središće       | 46°31′6″N 16°26′28″E / 46.51833°N 16.44111°E  |        |
|       | Lendava (železniški)           | Čakovec               | 46°33′24″N 16°26′46″E / 46.55667°N 16.44611°E |        |

#### Mejni prehodi za obmejni promet
| Slika | Ime                   | Hrvaško ime          | Koordinate                                    | Opombe |
| ----- | --------------------- | -------------------- | --------------------------------------------- | ------ |
|       | Brezovica pri Gradinu | Lucija               | 45°26′1″N 13°50′36″E / 45.43361°N 13.84333°E  |        |
|       | Rakitovec             | Slum                 | 45°27′3″N 13°58′15″E / 45.45083°N 13.97083°E  |        |
|       | Novokračine           | Lipa                 | 45°28′54″N 14°18′4″E / 45.48167°N 14.30111°E  |        |
|       | Novi Kot              | Prezid I             | 45°37′49″N 14°36′0″E / 45.63028°N 14.60000°E  |        |
|       | Podplanina            | Čabar                | 45°35′33″N 14°39′8″E / 45.59250°N 14.65222°E  |        |
|       | Osilnica              | Zamost               | 45°31′56″N 14°41′11″E / 45.53222°N 14.68639°E |        |
|       | Sodevci               | Blaževci             | 45°29′5″N 15°4′32″E / 45.48472°N 15.07556°E   |        |
|       | Žuniči                | Prilišće             | 45°28′48″N 15°21′59″E / 45.48000°N 15.36639°E |        |
|       | Krasinec              | Pravutina            | 45°35′32″N 15°17′13″E / 45.59222°N 15.28694°E |        |
|       | Božakovo              | Obrež                | 45°38′58″N 15°24′21″E / 45.64944°N 15.40583°E |        |
|       | Krmačina              | Vivodina             | 45°40′1″N 15°23′29″E / 45.66694°N 15.39139°E  |        |
|       | Radovica              | Kašt                 | 45°41′54″N 15°21′39″E / 45.69833°N 15.36083°E |        |
|       | Brezovica             | Brezovica            |                                               | [ b ]  |
|       | Planina v Podbočju    | Novo Selo Žumberačko | 45°49′30″N 15°30′16″E / 45.82500°N 15.50444°E |        |
|       | Rakovec               | Kraj Donji           | 45°55′16″N 15°42′15″E / 45.92111°N 15.70417°E |        |
|       | Stara vas - Bizeljsko | Gornji Čemehovec     | 45°58′31″N 15°42′21″E / 45.97528°N 15.70583°E |        |
|       | Nova vas ob Sotli     | Draše                | 46°0′16″N 15°42′41″E / 46.00444°N 15.71139°E  |        |
|       | Sedlarjevo            | Plavić               | 46°5′59″N 15°36′53″E / 46.09972°N 15.61472°E  |        |
|       | Podčetrtek            | Luke Poljanske       | 46°12′49″N 15°38′44″E / 46.21361°N 15.64556°E |        |
|       | Rajnkovec             | Mali Tabor           | 46°5′59″N 15°36′53″E / 46.09972°N 15.61472°E  |        |
|       | Zgornji Leskovec      | Cvetlin              | 46°17′56″N 15°57′7″E / 46.29889°N 15.95194°E  |        |
|       | Drenovec              | Gornja Voća          | 46°20′25″N 16°4′8″E / 46.34028°N 16.06889°E   |        |
|       | Središče ob Dravi I   | Preseka              | 46°24′52″N 16°16′40″E / 46.41444°N 16.27778°E |        |
|       | Razkrižje             | Banfi                | 46°31′3″N 16°16′29″E / 46.51750°N 16.27472°E  |        |
|       | Hotiza                | Sveti Martin na Muri | 46°32′26″N 16°21′32″E / 46.54056°N 16.35889°E |        |

### Italija (do 20. decembra 2007)

#### Mejni prehodi za mednarodni promet
| Slika | Ime                      | Italijansko ime    | Koordinate | Opombe |
| ----- | ------------------------ | ------------------ | ---------- | ------ |
|       | Lazaret                  | St. Bartolomeo     |            |        |
|       | Škofije                  | Rabuiese           |            |        |
|       | Kozina                   | Pesse              |            |        |
|       | Lipica                   | Basovizza          |            |        |
|       | Fernetiči                | Fernetti           |            |        |
|       | Sežana (železniški)      | Villa Opicina      |            |        |
|       | Vrtojba                  | St. Andrea         |            |        |
|       | Nova Gorica              | Gorizia Casa Rossa |            |        |
|       | Nova Gorica (železniški) | Gorizia            |            |        |
|       | Neblo                    | Venco              |            |        |
|       | Robič                    | Stupizza           |            |        |
|       | Učja                     | Uccea              |            |        |
|       | Predel                   | Passo Predil       |            |        |
|       | Rateče                   | Fusine Laghi       |            |        |

#### Mejni prehodi za obmejni promet
| Slika | Ime               | Italijansko ime        | Koordinate | Opombe |
| ----- | ----------------- | ---------------------- | ---------- | ------ |
|       | Plavje            | Noghere                |            |        |
|       | Osp               | Prebenico Caresana     |            |        |
|       | Socerb            | St. Servolo            |            |        |
|       | Čampore           | Chiampore              |            |        |
|       | Kaštelir          | St. Barbara            |            |        |
|       | Repentabor        | Monrupino              |            |        |
|       | Gorjansko         | St. Pelagio            |            |        |
|       | Klariči           | Jamiano                |            |        |
|       | Lokvica           | Devetachi              |            |        |
|       | Miren             | Merna                  |            |        |
|       | Šempeter          | Gorizia - S.Pietro     |            |        |
|       | Pristava          | Gorizia via Rafut      |            |        |
|       | Nova Gorica I     | Gorizia St. Gabriele   |            |        |
|       | Solkan I          | Salcano                |            |        |
|       | Solarji           | Solarie di Drenchia    |            |        |
|       | Hum               | St. Floriano           |            |        |
|       | Plešivo           | Plessiva               |            |        |
|       | Golo Brdo         | Mernico                |            |        |
|       | Britof            | Molino Vechio          |            |        |
|       | Vipolže           | Castelletto Versa      |            |        |
|       | Most na Nadiži    | Ponte Vittorio         |            |        |
|       | Robidišče         | Robedischis            |            |        |
|       | Livek             | Polava di Cepletischis |            |        |
|       | Log pod Mangartom | Cave del Predil        |            |        |

#### Mejni prehodi za planinski in turistični promet
- pogorje Mangart
- Prevala
- pogorje Kanin
- greben Stola
- Pradol
- Mija
- Matajur
- Livek-Topolovo (Topolo)
- Kolovrat
- Sabotin
- Kostanjevica pri Novi Gorici
- Kokoš in Jirmanec

#### Kmetijski mejni prehodi
| - Botač – Botazzo - Cerej – Muggia - Draga – S. Elia - Gročana – Grozzana - Grpeč – Gropada - Jevšček – Monte Cau - Mavhinje – Malchina - Medana – Castelleto Zeglo - Mišček – Misceco - Opatje selo – Palichisce Micoli | - Orlek – Orle - Podklanec – Ponte di Clinaz - Podsabotin – S. Valentino - Pri bajtarju – Scale di Grimacco - Šentmaver – Castel S.Mauro - Škrljevo – Scrio - Solkan Polje – Salcano II - Šturmi – Bocchetta di topolo - Valerišče – Uclanzi - Voglje – Vogliano - Zavarjan-Klobučarji – Zavarian di Clabuzzaro |

### Avstrija (do 20. decembra 2007)

#### Mejni prehodi za mednarodni promet
- Mednarodni mejni prehod Korensko sedlo
- Mednarodni mejni prehod Karavanke
- Mednarodni mejni prehod Jesenice (žel.)
- Mednarodni mejni prehod Ljubelj
- Mednarodni mejni prehod Jezersko
- Mednarodni mejni prehod Holmec
- Mednarodni mejni prehod Prevalje (žel.)
- Mednarodni mejni prehod Vič
- Mednarodni mejni prehod Radelj
- Mednarodni mejni prehod Jurij
- Mednarodni mejni prehod Šentilj (stari na regionalni cesti in novi na avtocesti)
- Mednarodni mejni prehod Trate
- Mednarodni mejni prehod Maribor (žel.)
- Mednarodni mejni prehod Gornja Radgona
- Mednarodni mejni prehod Gederovci
- Mednarodni mejni prehod Kuzma

#### Mejni prehodi za meddržavni promet
Oznaka (*) pomeni prehode, kjer je dovoljen prehod za državljane Evropske unije, Evropskega gospodarskega prostora in Švicarske konfederacije na podlagi listin za prehajanje državne meje.
- Meddržavni mejni prehod Mežica (*)
- Meddržavni mejni prehod Libeliče (*)
- Meddržavni mejni prehod Sveti Duh na Ostrem vrhu (*)
- Meddržavni mejni prehod Pavličevo sedlo (*)

#### Mejni prehodi za obmejni promet
Oznaka (**) pomeni prehode, kjer je dovoljen prehod za državljane Republike Slovenije in Republike Avstrije in državljane tretjih držav, ki za vstop v Republiko Slovenijo in v Republiko Avstrijo ne potrebujejo vizuma, v okviru pešcev, kolesarjev in voznikov koles z motorji do 125 ccm.
- Obmejni mejni prehod Remšnik
- Obmejni mejni prehod Kapla
- Obmejni mejni prehod Pernice
- Obmejni mejni prehod Muta
- Obmejni mejni prehod Sladki Vrh (**)
- Obmejni mejni prehod Plač
- Obmejni mejni prehod Svečina
- Obmejni mejni prehod Špičnik
- Obmejni mejni prehod Gradišče
- Obmejni mejni prehod Cankova
- Obmejni mejni prehod Korovci
- Obmejni mejni prehod Gerlinci
- Obmejni mejni prehod Fikšinci
- Obmejni mejni prehod Sotina
- Obmejni mejni prehod Matjaševci
- Obmejni mejni prehod Kramarovci

#### Mejni prehodi za planinski in turistični promet
| Planinski: - Tromeja, MK XXVII/292 - XXVII/293, kota 1508 - Sedlo Jepca, MK XXVI/276, kota 1438 - Annahütte, MK XXVI/248, kota 1577 - Kepa, MK XXVI/213, kota 2139 - Golica, MK XXVI/32, kota 1835 - Stol, MK XXV/139, kota 2238 - Rožca, MK XXVI/86, kota 1586 - Sedlo Belščica, XXVI/118, kota 1840 - Sedlo Medvedjak, MK XXV/195, kota 1698 - Prelaz Ljubelj, MK XXV/1, kota 1415 - Hajneževo sedlo, MK XXIV/122, kota 1701 - Košutnikov Turn, MK XXIV/44, kota 2136 - Košutnikov Turn II, MK XXIV/49 - Jezersko sedlo, MK XXII/265 - Savinjsko sedlo, MK XXII/262, kota 2009 - Potočka zijalka, MK XXII/11 - Sedlo Svetega duha, MK XXII/32 - Prehod Luže v Koprivni, MK XXI/22 - Knepsovo sedlo, MK XX/72 - Peca, MK XX/87 - Košenjak, MK XVI/2 | Turistični: - Pernice, MK XIV/87 - Sveti urban, MK XIV/264 - Kmetija Primož, MK XIV/87 - Kmetija Odernik, MK XIV/42 - Kmetija Osojnik, MK XII/137 - Plesišče na Kapunarju, MK XII/137 - Lovski križ pod Kapunarjem, MK XII/122 - Kmetija Hublenz, MK XII/102 - Kmetija Slanik, MK XII/90 - V bližini Sv. Pankracija, MK XII/65 - Sv. Pankracij, MK XII/59 - Križ med MPOP Remšnik in Sv. Pankracijem, MK XII/46 - Sv. Duh na Ostrem vrhu, MK XI/1 - Gradišče na Kozjaku, MK XI/54 - Gradišče na Kozjaku (Šopinger), MK XI/64 - Gradišče na Kozjaku (Zg. Hajnc), MK XI/149 - Gozd Bold v Šentilju, MK VIII/40 - Most v Črncih, MK IV/100 Vožnja po Muri s čolni: - Trate – Gornja Radgona – Radenci, - Mureck – Bad Radkersburg |

Mejni prehodi glede na posebne pogodbe:
- 1. Mejnik X/331 – Schmirnberg – Langegg – prehod meje je dovoljen za prenočitev v gorski koči "Dom škorpion"
- 2. Mejnik XIV/266 – prehod meje je dovoljen zaradi verskih obredov v cerkvi St. Urban (vsako drugo nedeljo v juliju in prvo nedeljo v oktobru, od 9. zjutraj do 6. popoldne)
- 3. Mejnik XXII/32 – prehod meje je dovoljen zaradi verskih obredov v cerkvi St. Leonhard (vsako drugo nedeljo v avgustu, od 9. zjutraj do 6. popoldne)
- 4. Mejnik XXIII/141 – prehod meje je dovoljen zaradi verskih obredov v župnijah Ebriach-Trögern in Jezersko (vsako drugo in predzadnjo nedeljo v maju, od 9. zjutraj do 6. popoldne) SL 162 SL
- 5. Mejnik XXVII/277 – prehod meje je dovoljen na območju Peči iz razloga tradicionalnega letnega srečanja hribolazcev

### Madžarska (do 20. decembra 2007)

#### Mednarodni mejni prehodi
- Mednarodni mejni prehod Hodoš
- Mednarodni mejni prehod Hodoš (žel.)
- Mednarodni mejni prehod Dolga vas
- Mednarodni mejni prehod Čepinci
- Mednarodni mejni prehod Martinje
- Mednarodni mejni prehod Pince
- Mednarodni mejni prehod Kobilje
- Mednarodni mejni prehod Prosenjakovci